# Hjørring Amtskreds
Hjørring Amtskreds var en valgkreds i Landsdel Jylland fra 1920 til 1970. Fra 1971 blev området en del af Nordjyllands Amtskreds. 
Amtskredsen bestod af følgende opstillingskredse:
1. Frederikshavnkredsen
2. Sæbykredsen
3. Hjørringkredsen
4. Vraakredsen
5. Halvrimmenkredsen